# Anticipation (économie)
Pour les articles homonymes, voir Anticipation.
Une anticipation est, en économie, une estimation des valeurs futures d'une variable économique (inflation, revenu, taux d'intérêt, salaire, stock...) par un agent économique. Cette anticipation guide les décisions de l'agent économique. Le concept d'anticipation a pris une part de plus en plus importante dans l'explication de la conjoncture économique. Aujourd'hui, de nombreux modèles économiques tentent de formaliser les anticipations et de les intégrer dans les analyses, notamment dans le domaine de la politique économique.

## Typologie

### Anticipation extrapolative
Elle anticipe l'évolution de certaines variables (le taux d’intérêt, les prix, les profits, les cours en bourse, la demande...) en fonction des tendances actuelles et passées de ces variables.

### Anticipation adaptative
L'anticipation adaptative est théorisée par Cagan en 1956, puis utilisée notamment par Milton Friedman en 1957, dans sa théorie sur le revenu permanent. Cette théorie énonce que les agents économiques forment leurs anticipations à chaque période en tenant compte de l'évolution de la variable considérée (notamment le taux d'inflation) et de leurs erreurs d'anticipations passées.
Le concept des anticipations adaptatives a permis à Milton Friedman de considérer que les effets des relances économiques keynésiennes sur la croissance économique et l'emploi sont limités. À court terme, les agents économiques, considérant que l'augmentation monétaire de leur revenu correspond à une augmentation de leur pouvoir d'achat, réagissent en augmentant la consommation et l'offre de travail. Mais, à long terme, après avoir appris que le gonflement du revenu dont ils sont l'objet s'est traduit par la baisse de leur revenu réel à cause de l'inflation, ils répondront en baissant la consommation et l'offre de travail. En définitive, pour M. Friedman, les résultats ne sont pas souhaitables : la croissance économique baisse, l'inflation et le chômage augmentent.

### Anticipation auto-réalisatrice
Ce type d'anticipation est exogène aux modèles économiques. Il s'agit d'une situation où les agents, en prévoyant une certaine évolution des variables considérées, vont agir de telle manière pour que la variable suive leur anticipation. Ces anticipations peuvent expliquer le phénomène de krach boursier : si les spéculateurs prévoient l'éclatement d'une bulle, ils vont revendre leurs actifs, ce qui entraînera inévitablement la chute du cours. Ces anticipations peuvent aussi expliquer les comportements des investisseurs dans la théorie keynésienne : si les investisseurs prévoient une forte croissance, ils vont investir et cela va pousser la croissance vers le haut.

### Anticipation rationnelle
L'anticipation rationnelle est le type d'anticipation le plus utilisé dans les modèles néoclassiques. Pour ce type d’anticipation, souligné notamment par John Muth, Robert Lucas et Thomas Sargent, les agents ont une maîtrise parfaite de l’information disponible et ils l'utilisent pour prendre des décisions rationnelles au sens néoclassique. Toutefois il ne faut pas considérer dans ce modèle que l'agent ne se trompe jamais. L'agent économique ne se trompe pas systématiquement, c'est-à-dire que l'espérance mathématique des erreurs d'anticipation est nulle.
Cette hypothèse a pour conséquence d'annuler tout effet de la politique économique. L'information parfaite et disponible immédiatement permet aux agents économiques de connaître que toute augmentation de leur revenu nominal ne se traduira que par la hausse de l'inflation et, par conséquent, ils n'augmentent pas leur demande de consommation et d'investissement. Le théorème de Ricardo-Barro est une illustration de cette hypothèse des anticipations rationnelles, qui entraîne l'inefficacité de toute politique budgétaire.

## Taux d'actualisation
Quels que soient les jugements que l'on puisse porter sur les comportements responsables ou irresponsables des uns et des autres concernant la préoccupation pour l'avenir, les décisions des ménages, des entreprises, des investisseurs et de l’État seront toujours déterminées par un taux d'actualisation, variable socio-économique cruciale de notre dynamique économique. Une estimation du taux d'actualisation de 190 pays sur la période 1970-2010 donne une moyenne de 2,54 %, la dispersion étant assez importante autour de cette moyenne, avec un écart-type de 3,93 %. La prise en compte d'un horizon éloigné, tenant compte par exemple du développement des énergies vertes, de l'éducation et de la politique agricole, nécessiterait selon Christian Gollier de retenir un taux d'actualisation beaucoup plus faible de 1 % environ.

## Anticipation et gestion des risques
En gestion des risques, la notion d'anticipation est importante. Lorsqu'on perçoit un danger, le plus souvent sous la forme de signaux faibles, on peut anticiper les risques. On a par exemple réussi à anticiper le danger lié à la non-conformité des systèmes d'information au problème de l'an 2000.
Le changement climatique et la raréfaction des ressources naturelles constituent des dangers globaux. En particulier, la dépendance au pétrole de notre civilisation industrielle induit une menace vis-à-vis de notre modèle de développement. Tous les experts s'accordent aujourd'hui pour penser que la production mondiale de pétrole va atteindre dans les prochaines années un maximum, que l'on appelle pic pétrolier (peak oil en anglais), selon un modèle théorisé par Marion K. Hubbert (pic de Hubbert). Les avis des experts divergent sur la date de survenue de ce pic, qui dépend de l'estimation des réserves de pétrole et de la projection de la consommation mondiale.
Le département de l'Énergie des États-Unis a publié en 2005 une étude sur le pic pétrolier, le rapport Hirsch. Il décrit trois scénarios possibles d'anticipation :
- attendre que la production mondiale de pétrole atteigne son maximum avant de déclencher un programme d'urgence laisse le monde avec une pénurie significative de pétrole pour plus de deux décennies ;
- lancer un programme d'atténuation d'urgence dix ans avant le pic pétrolier mondial aide considérablement mais provoque encore une pénurie de pétrole environ une décennie après le moment où la production aura atteint son maximum ;
- ou lancer un programme d'atténuation d'urgence vingt ans avant le pic semble offrir la possibilité d'éviter une pénurie mondiale pour la période de prévision.

Dans le monde anglo-saxon, il existe des initiatives d'anticipation des risques constitués par le changement climatique et le pic pétrolier visant à accroître la résilience de l'économie : réorganiser l'agriculture (permaculture) et les villes (villes en transition).
En France, la charte d'éthique de l'ingénieur rappelle que l'ingénieur doit anticiper les risques en intégrant les dimensions humaine, économique, financière, sociale et environnementale :

« L’ingénieur cherche à atteindre le meilleur résultat en utilisant au mieux les moyens dont il dispose et en
intégrant les dimensions humaine, économique, financière, sociale et environnementale.

L’ingénieur prend en compte toutes les contraintes que lui imposent ses missions, et respecte
particulièrement celles qui relèvent de la santé, de la sécurité et de l'environnement.

L’ingénieur intègre dans ses analyses et ses décisions l’ensemble des intérêts légitimes dont il a la charge,
ainsi que les conséquences de toute nature sur les personnes et sur les biens. Il anticipe les risques et les
aléas ; il s’efforce d'en tirer parti et d’en éliminer les effets négatifs. »

Dans le même ordre d'idées, les initiatives en matière de développement durable constituent une anticipation de ces risques.

## Effets
Les anticipations permettent aux ménages de prévoir les conséquences potentielles d'une politique publique, dont d'une politique économique. Les anticipations peuvent être un canal puissant de transmission des chocs : Olivier Blanchard montre en 2006 que l'adhésion anticipée du Portugal à l'Union européenne et à son union économique et monétaire a stimulé la croissance portugaise.
Une étude de 2021, sur un échantillon de pays européens, montre que l'augmentation de l'anticipation du risque économique en période de crise cause une chute de la dépense des ménages.

## Note
1. ↑  Jean-Pierre Delas, Économie contemporaine, Faits, concepts, théories, Paris, Ellipses, 2008, 751 p. (ISBN 978-2-7298-3611-5), p. 450
2. 1 2 3  Jean-Pierre Delas, ..., p.626
3. ↑  Jean-Pierre Delas, ..., p. 451
4. ↑  Christian Gollier, Toulouse School of Economics (UMR LERNA, université de Toulouse, Taux d’actualisation et développement durable
5. ↑  Un exemple d'anticipation des risques
6. ↑  IESF - Charte d'éthique de l'ingénieur
7. ↑  (en) Olivier J. Blanchard, « Adjustment with the Euro: The Difficult Case of Portugal », MIT Working Papers, Social Science Research Network, no ID 887184,‎ 11 novembre 2006 (DOI 10.2139/ssrn.887184, lire en ligne, consulté le 30 avril 2023)
8. ↑  Olivier Coibion et Dimitris Georgarakos, « The effect of macroeconomic uncertainty on household spending », sur VoxEU.org, 31 juillet 2021 (consulté le 31 juillet 2021)